# Dame-Marie-les-Bois
Dame-Marie-les-Bois – miejscowość i gmina we Francji, w Regionie Centralnym, w departamencie Indre i Loara.
Według danych na rok 1990 gminę zamieszkiwało 235 osób, a gęstość zaludnienia wynosiła 26 osób/km² (wśród 1842 gmin Regionu Centralnego Dame-Marie-les-Bois plasuje się na 905. miejscu pod względem liczby ludności, natomiast pod względem powierzchni na miejscu 1201.).